# Stadion im. Wołodymyra Bojka w Mariupolu
Stadion imienia Bohatera Ukrainy Wolodymyra Bojka (ukr. Стадіон імені Героя України Володимира Бойка) – wielofunkcyjny stadion w Mariupolu.
Stadion w Mariupolu został zbudowany w 1956 i nazywał się Nowator. Po rekonstrukcji w 2001 stadion dostosowano do wymóg standardów UEFA i FIFA, wymieniono stare siedzenia na siedzenia z tworzywa sztucznego. Została zmieniona również nazwa na Illicziweć. Rekonstruowany stadion może pomieścić 12 680 widzów, w tym 8 605 zadaszonych. Domowa arena klubu FK Mariupol. Na stadionie odbyły się mecze Mistrzostwa Europy U-19 w Piłce Nożnej 2009.
7 lutego 2018 stadion przyjął nazwę Stadion im. Wolodymyra Bojka.